# Boutheina Hasnaoui
Pour les articles homonymes, voir Hasnaoui.
Boutheina Hasnaoui, née le 27 novembre 1988 à Tunis, est une karatéka tunisienne.

## Carrière
En 2006, elle remporte une médaille d'or en kumite féminin moins de 60 kg aux championnats méditerranéens à Tunis puis une médaille d'or aux championnats arabes en 2007.
Championne du monde par équipe aux championnats du monde juniors en 2007 puis championne d'Afrique en moins de 60 kg en 2008, elle remporte une médaille d'or en kumite féminin moins de 61 kg aux Jeux africains de 2011 à Maputo, une médaille d'argent aux championnats d'Afrique 2010 au Cap et aux championnats du monde 2012 à Paris ainsi qu'une médaille de bronze aux Jeux africains de 2015 à Brazzaville.
Elle est médaillée d'or en moins de 61 kg et par équipe aux championnats d'Afrique 2017 à Yaoundé.
Elle remporte la médaille de bronze en kumite des moins de 61 kg et la médaille d'argent en kumite par équipe aux championnats d'Afrique 2019 à Gaborone.
Elle est médaillée d'argent des moins de 61 kg aux Jeux africains de 2019 à Rabat.

## Famille
Elle est la sœur des karatékas Mohamed Amine et Kaouther Hasnaoui.